# کارسینوم سلول سنگفرشی
کارسینوم سلول-سنگفرشی (به انگلیسی: Squamous-cell carcinoma) یا سرطان سلول سنگفرشی (به انگلیسی: SCC) (squamous cell cancer یا SqCC) سرطان از یک نوع سلول بافت پوششی، سلول سنگفرشی است. این سلول‌ها بخش عمده‌ای از اپیدرم پوست، و این سرطان یکی از اشکال عمده‌ای از سرطان پوست است.

## نگارخانه

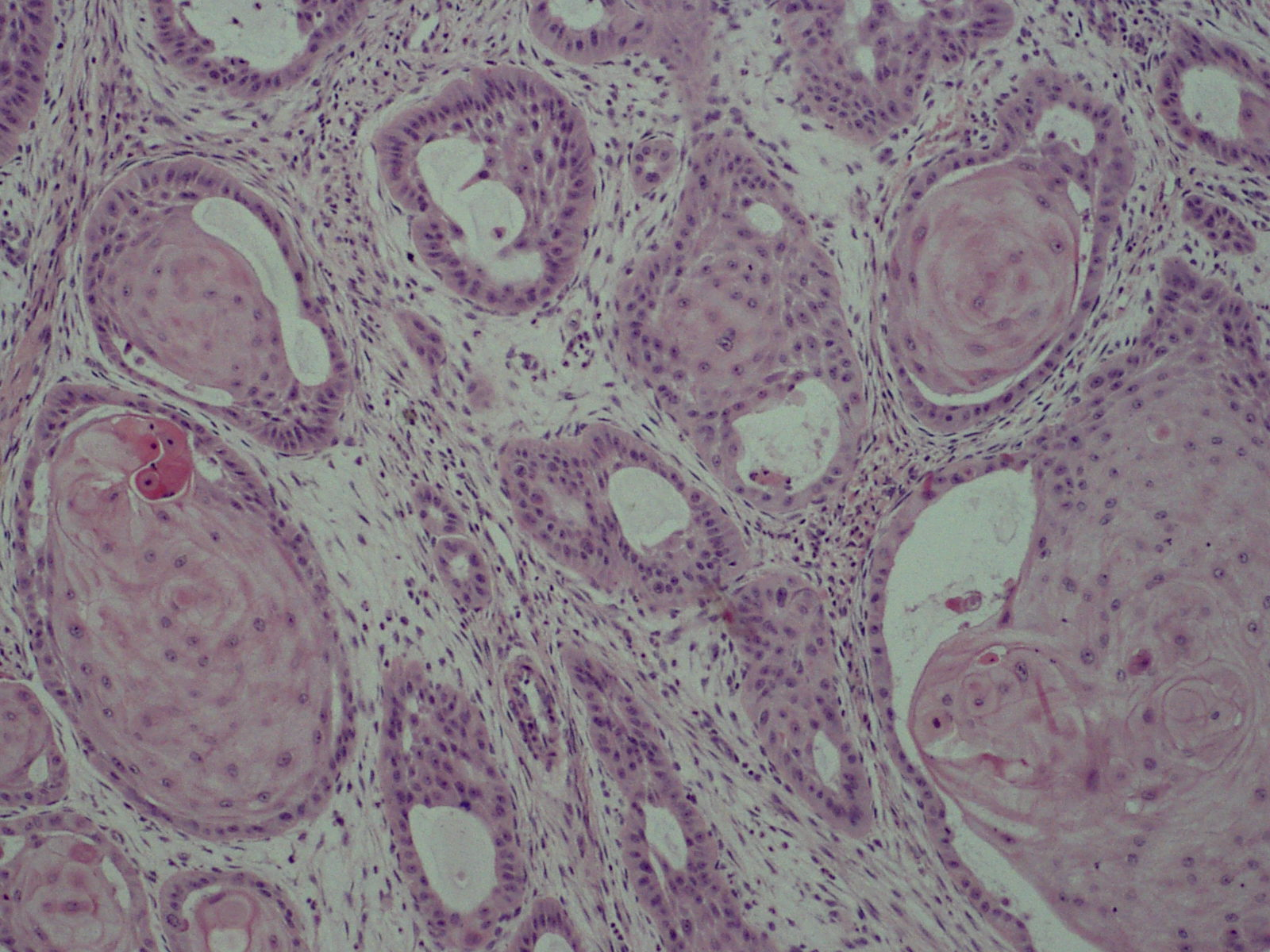
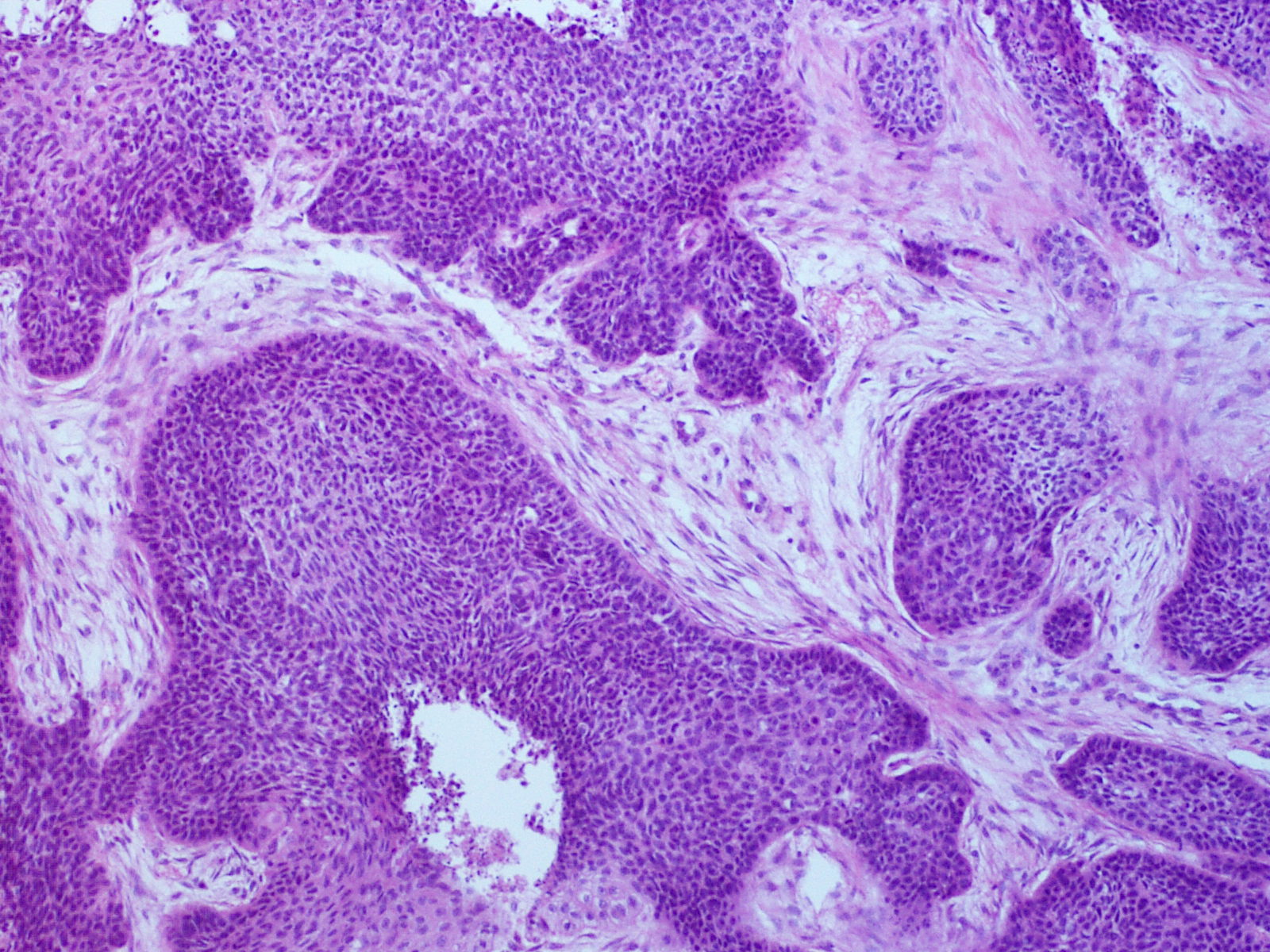
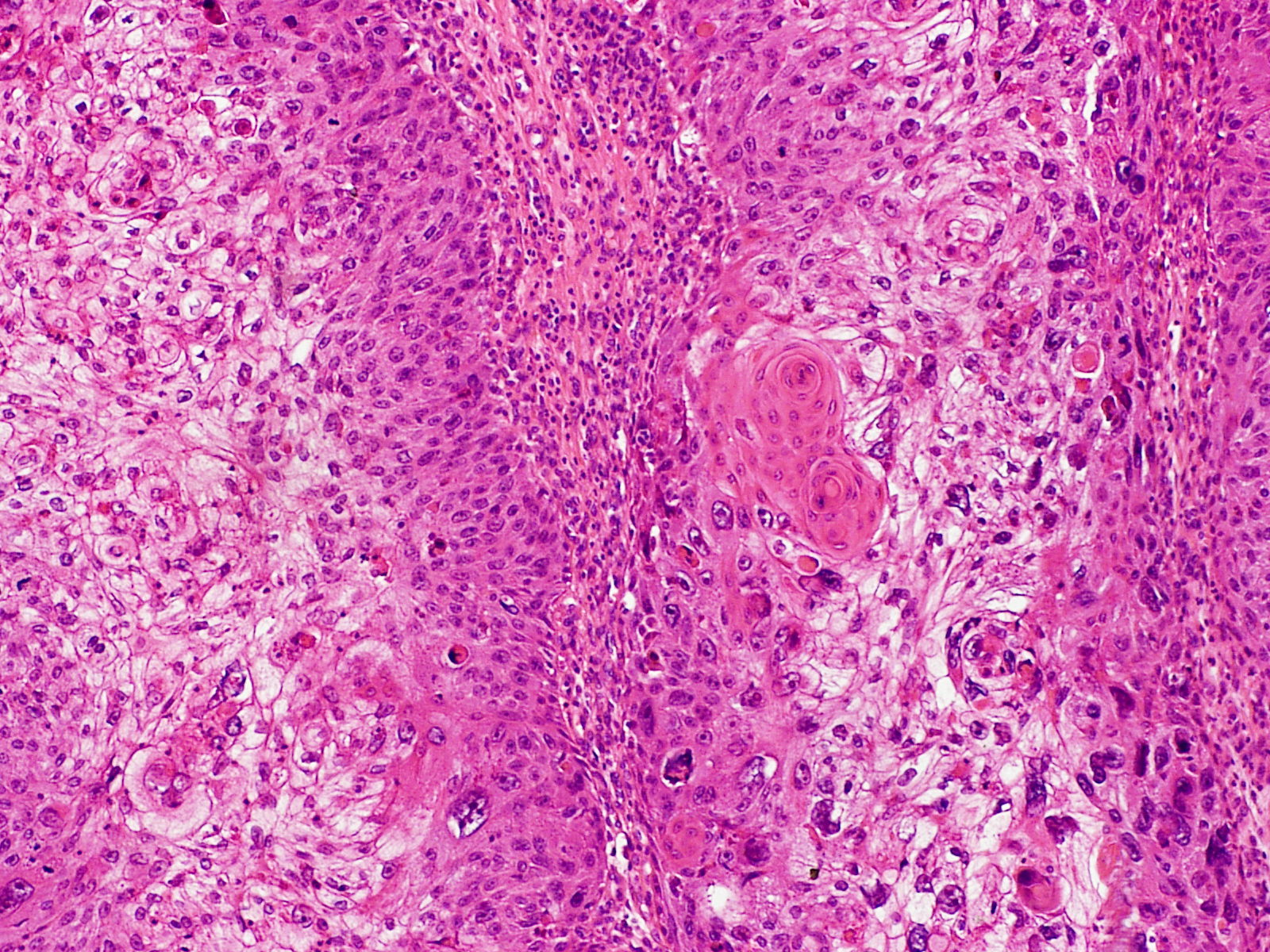
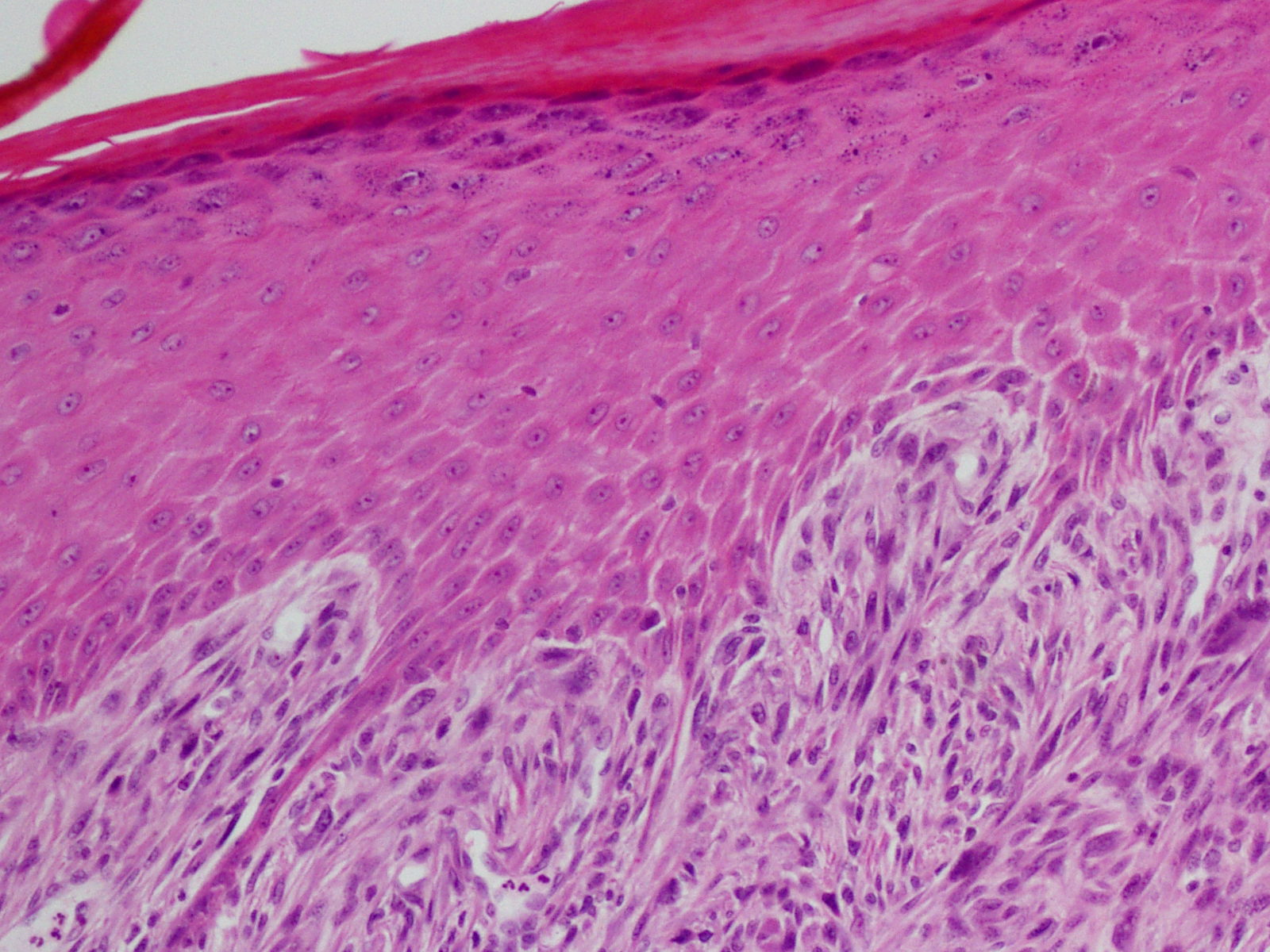